# Corrente della Guinea

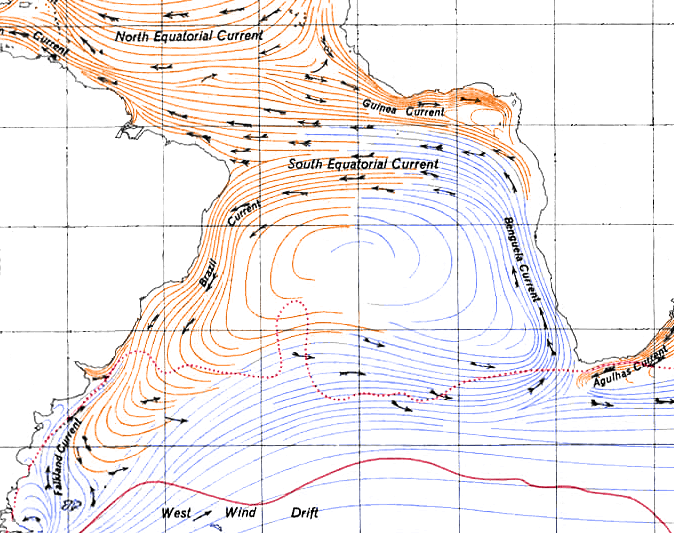
Lo schema delle correnti nell'Atlantico meridionale.

La corrente della Guinea è una corrente oceanica calda, superficiale e piuttosto lenta che fluisce verso est al largo della Guinea in prossimità della costa occidentale dell'Africa.
Ha alcune similarità con la controcorrente equatoriale dell'Oceano Indiano e del Pacifico.
È limitata a nord dalla corrente delle Canarie e al sud dalla Corrente subequatoriale. Si unisce alla corrente del Benguela e assieme si dirigono verso ovest per formare la Corrente Equatoriale Sud.